# Li Chi-an
Li Chi-an   (Corea del Nord, 7 de juliol de 1945) fou un futbolista nord-coreà de la dècada de 1960.
Fou internacional amb la selecció de futbol de Corea del Nord amb la qual participà a la copa del Món de futbol de 1966, però no hi arribà a disputar cap partit.
A nivell de club destacà com a jugador de 4.25 Sports Club.